# Havarti
L'havarti è un formaggio di latte vaccino, a pasta semidura, prodotto e stagionato in Danimarca.
Nel gennaio 2014, a livello europeo, è stata pubblicata una domanda di registrazione dell'Havarti nel registro delle indicazioni geografiche protette (IGP).
L'havarti trova le sue origini nella fattoria sperimentale Havarthigaard gestita da Hanne Nielsen a Øverød, a nord di Copenaghen, nella metà del XIX secolo.
Il suo metodo di produzione si caratterizza nel modo in cui la cagliata viene separata dal siero, collocata nelle forme e poi sottoposta a fusione.
Il suo interno è di colore biancastro con piccoli fori irregolari della dimensione di un chicco di riso. Ha un odore e gusto delicato, acidulo e aromatico. Può essere di forma sia rotonda che rettangolare.
Il tenore minimo di materia grassa, come specificato sull'etichetta,  è di quattro livelli: 30%, 45%, 55% e 60%; con un tenore minimo di materia grassa al 60 %, l'havarti può essere chiamato Flødehavarti (Havarti cremoso).